# 羅樂民
羅樂民爵士，KCMG，OBE（Sir ，1916年12月17日—1985年8月28日），英國殖民地官員，1965年至1966年任貝專納蘭保護領女皇陛下專員、1967年至1969年任塞舌爾群島總督及三軍總司令兼英屬印度洋領地專員、以及由1969年至1973年任香港輔政司兼行政及立法兩局當然官守議員。
羅樂民在1938年至1948年間任職於英屬印度政府，1949年加入殖民地部後，先後在非洲尼亞薩蘭出任政務主任和助理秘書長等職，1953年一度獲借調到羅德西亞與尼亞薩蘭聯邦內閣。他在1954年重返尼亞薩蘭任發展司，此後歷任副財政司和庫務司。尼亞薩蘭在1964年獨立為馬拉威後，他繼續留在政府供職至1965年為止。羅樂民在1965年調往南非以北的貝專納蘭保護領出任女皇陛下專員，1966年元旦獲封爵士，同年9月見證當地獨立為博茨瓦納。羅樂民在翌年再轉往塞舌爾群島出任總督兼三軍總司令，未幾於1969年就任香港輔政司，接替出任西太平洋高級專員的祈濟時爵士，任內一度有傳言指他會接替戴麟趾爵士出任港督，但港督一位最後由外交官麥理浩爵士出任。
羅樂民爵士在1973年卸任香港輔政司後，原本會調任曼島副總督，但他不會攜眷上任的消息傳至曼島後，引起當地強烈反響，幾經爭持，事件最後以羅樂民放棄任命告終，此後羅樂民退出地方服務，不再獲任何相關任命。晚年的羅樂民返回英格蘭定居，曾在1976年擔任懷特島郡級架構計劃小組主席。

## 生平

### 早年生涯
羅樂民在1916年12月17日生於英國倫敦，父親J·N·諾曼-沃克上校，CIE（Colonel J N Norman-Walker）在印度陸軍軍醫機構任職。羅樂民早年先後入讀位於伊斯特本的聖居普良學校（St Cyprian's School），以及位於多實郡的舍伯恩學校（Sherborne School）。雖然在英格蘭生活，但羅樂民的父母都在印度服務，因此少時有不少機會前往印度探親，對當地具一定認識。中學畢業後，羅樂民考入劍橋大學基督聖體學院，是校內體育隊成員，後來獲得文學碩士學位畢業。

### 殖民地生涯
在1938年，羅樂民前赴印度加入擔任公務員，前後11年，曾從事不同的文官職務。印度在1947年獨立後，羅樂民於1948年離開印度，並一度從事外交和工業業務。在1949年，羅樂民加入殖民地部，獲派往非洲的尼亞薩蘭（今馬拉威）出任政務主任，1953年獲擢升為助理秘書長。同年8月，英政府改組當地殖民地，將南羅德西亞、北羅德西亞和尼亞薩蘭合併成為羅德西亞與尼亞薩蘭聯邦後，羅樂民一度被借調往聯邦內閣辦公室供職，協調內閣運作。
在1954年，羅樂民調返尼亞薩蘭出任發展司，任內曾署理財政司一職，1960年出任副財政司，1961年獲OBE勳銜，同年改任庫務司。尼亞薩蘭在1964年獨立和改名馬拉威後，羅樂民留任庫務司，並獲CMG勳銜，至1965年才正式卸任。隨後，羅樂民在1965年6月獲派往貝專納蘭保護領（Bechuanaland Protectorate，今博茨瓦納）出任當地最後一任女皇陛下專員。在他上任以前，當地已率先於1965年2月將保護領首都由南非境內的梅富根遷往保護領境內的嘉柏隆里，另外又於1965年3月實施自治，為獨立作好準備。至於羅樂民上任專員後不久，先在1966年元旦獲得KCMG勳銜，成為爵士，繼而在1966年9月30日見證貝專納蘭保護領獨立成為博茨瓦納。
博茨瓦納獨立後，羅樂民在1967年2月獲英廷任命，調往東非印度洋，接替牛津及阿斯奎斯勳爵（Lord Oxford and Asquith）出任塞舌爾群島總督兼三軍總司令，同時兼任行政、立法兩局主席和英屬印度洋領地專員。當時塞舌爾遇上經濟不景，羅樂民為振興經濟而支持落實興建塞舌爾國際機場的計劃。工程歷時多時，至1972年由英女皇伊利沙伯二世主持揭幕，成為塞舌爾國內最主要的機場。此外，羅樂民又推動當地的政治改革，1967年12月進一步開放立法議會選舉，落實普選，為當地1970年實施自治作準備。

### 香港輔政司

#### 就任背景
羅樂民在任塞舌爾總督僅一年多，旋即在1969年3月29日乘飛機由倫敦抵達香港出任輔政司，接替調任西太平洋高級專員的祈濟時爵士。羅樂民長期關注非洲事務，未曾在東亞服務。出任輔政司前，只曾試過因事路經九龍，且未曾踏足香港島，對香港認識有限。當時輿論、以致港府內部高層擔心羅樂民缺乏相關經驗，將難勝任輔政司一職，其中市政局議員杜葉錫恩更謂輔政司應由本地華人出任。不過亦有輿論指出，英政府由塞舌爾調任香港輔政司，反映香港缺乏合適人選，而羅樂民本人則表示自己在非洲任職多年，行政經驗豐富，會盡力接受挑戰，並承諾與香港市民建立良好友誼。
在任期間，羅樂民主要關注香港各項社會民生事務，另外又特別留意工商發展，在1970年與周錫年爵士率貿易發展局代表團，代表香港參與日本大阪的世界博覽會。在1971年10月，他亦主持招待訪港七日的安妮公主。羅樂民也是行政局和立法局的當然官守議員，多次在港督離港期間署任港督一職。

#### 文憑教師薪酬運動
羅樂民任內還面對由教師發起的文憑教師薪酬運動，在1970年，港府宣佈委任一個薪俸調查委員會（簡稱薪委會），負責檢討公務員薪級架構和薪俸制度，該委員會由英國前首席公務員事務專員馬立本爵士（Sir George Mallaby）出任主席，成員則包括羅桂祥和李福和等人，並由剛退休的外交部助理次官莫勤（James C. Morgan）擔任委員會顧問，專門負責檢討政務主任及其他專業職系的薪級架構。薪委會本訂於1971年3月開始運作，同年8月前向港府提交報告，但港府未及薪委會召開，便在1971年2月24日率先宣佈調整教師和護士的薪級制度。其中，新入職文憑教師的起薪點遭到調低，以最初級的三級文憑教師為例，其起薪點由原來的1,044港元大幅降至889港元，而原來的薪級架構也有不少變動。由於在職文憑教師可繼續沿用舊薪級制度，所以他們在初期多持觀望態度；相反，羅富國、葛量洪和柏立基三家教育學院的學生會卻對港府造法深表不滿，批評減薪有辱教師尊嚴，而且造成「同工不同酬」，分化在職和新入職的文憑教師。三家教育學院的學生會除了先後發動學生靜坐和罷課等抗議行動外，又聯同公務員團體與港府展開談判，但談判一直處於膠著狀態。
在1971年8月，薪委會向外界發表報告書，但由於公務員團體方面仍與政府商討文憑教師與護士的薪級架構，故報告未有對文憑教師和護士提出建議，惹來輿論批評。未幾，消息傳出護士方面與政府達成共識，而文憑教師起薪點雖獲調升至1,175港元，但頂薪點卻被調低，加上政府有意取消過往文憑教師薪酬與護士掛勾的造法、以及將他們的薪級獨立於公務員的總薪級表，導致在職文憑教師也起而加入反對的行列。當時，文憑教師主要任教津貼小學和補助小學，也有小部份任教政府官立小學，他們為了保障自身利益而紛紛籌組類似工會的大小團體，並共同成立香港教育團體聯合秘書處，加入公務員團體與政府的談判。在1972年7月，籌備當中的教育專業人員協會（簡稱教協）和官校非學位教師職工會等13個教育人員團體在中環發起遊行，反對新的薪級架構，但羅樂民仍然不為所動，而雙方談判更在同年8月正式宣告破裂。
港府與文憑教師談判期間，麥理浩爵士已在1971年11月接替戴麟趾爵士就任港督，而談判在1972年8月宣告破裂後，得到麥理浩的同意下，羅樂民宣佈為以示公正，決定重新委任屬於薪委會成員的莫勤、羅桂祥及李福和三名獨立人士，再召開一個名為「莫勤工作小組」（Morgan Working Group）的薪俸調查委員會工作小組，專門研究文憑教師的問題。工作小組在1972年11月初召開，同年12月將工作小組報告提交港督省覽，並在1973年2月14日向外公佈。然而，工作小組報告的建議與港府提出的方案差別不大，令文憑教師感到失望，根據工作小組報告的建議，符合資格的新入職文憑教師起薪點為1,175港元，在任教首八年間逐步達至頂薪點的1,750港元，領取頂薪滿五年後，可選擇獲得特別增薪點的1,825港元、三年後直接跳至1,900港元，任教多三年後再直接跳至最終頂薪點的1,975港元。相反，文憑教師除要求起薪點增至1,250港元外，又爭取在任教首10年內將薪點逐步升至1,950港元，這兩點均與工作小組的建議有很大出入。
莫勤工作小組報告向外公佈後，華員會和香港教育團體聯合秘書處先後在1973年2月21日和2月25日召開文憑教師大會，均以大比數投票通過策動教師罷工，以表達文憑教師對港府的不滿，其中，聯合秘書處更訂在4月4日兒童節、4月13日黑色星期五和5月4日五四運動紀念日發動三輪罷工，務求迫使港府讓步。港府當時對教師計劃罷工大為緊張，在3月29日，羅樂民在立法局內提出妥協方案，提出以「莫勤工作小組」的建議為基礎，分別將特別增薪點上調為1,850港元、1,950港元和2,050港元，但入職起薪點和薪點跳升所需的年期卻維持不變，結果方案不為文憑教師所接受。
此後，文憑教師如期在4月4日和4月13日發動首兩輪罷工，在第二輪罷工當中，全港更有超過百分之80的小學響應，港府承受的輿論壓力也越來越重。由於第三輪罷工的舉行日期正好是小學升中試的日子，如果升中試因文憑教師罷工而取消或延期，將對全港約10萬名應考升中試的學生構成嚴重影響。麥理浩為免事情惡化，於是派出時任新聞司姬達與代表文憑教師的教協核心成員司徒華私下磋商，而天主教香港教區主教徐誠斌、聖公會港澳教區主教白約翰會督及中華基督教會香港區會總幹事汪彼得也介入其中參與調停。幾經磋商，港府最終決定讓步，在各方共識之下，港府應要求將文憑教師起薪點增至1,250港元，而且縮短至七年內逐步跳升至頂薪點的1,750港元。領取頂薪滿三年後，文憑教師可立即跳至特別增薪點的1,850港元、兩年後再跳至1,950港元、再多兩年後可直接跳至最終頂薪點的2,050港元。新的方案比港府之前所有方案都要優厚，因而獲得絕大部份文憑教師的正面回應，從而避免第三輪罷工的舉行。罷工平息後，麥理浩在1973年5月初宣佈再委任工商界人士安子介、聖保羅男女中學校長羅怡基博士（Dr. B. M. Kotewall）和徐誠斌主教調查事件爭端，作出補救，而13個教育團體也於5月底舉行投票，通過新的方案，持續26個月的文憑教師薪酬運動才告化解。

#### 卸任返國
羅樂民以總督身份委身來港出任輔政司，曾引起香港輿論多番揣測，認為英政府已向羅樂民許下承諾，讓他待港督戴麟趾爵士任滿後出任港督，但這個消息沒有獲得羅樂民親自證實。及至1971年，英政府公佈外交官出身的麥理浩爵士將接任港督後，羅樂民繼任港督的傳聞才得以平息。可是，麥理浩上任後一方面銳意革新，推行大量改革，與部份傳統殖民地官員如陸鼎堂等人的作風不合，傳媒也多番傳出羅樂民卸任的傳聞。在1972年初，坊間傳出羅樂民將於1973年初退休，至同年7月，港府才證實羅樂民獲英政府延任到1973年年底。在1973年5月，英政府再宣佈羅樂民會調任曼島副總督。
由於香港的海外公務員可享免費船票返回英國的福利，所以行將卸任的羅樂民也不例外，選擇乘船返英。可是，羅樂民在1973年9月30日正式卸任時，香港水域正好沒有郵輪停泊，結果羅樂民被迫乘坐貨櫃輪離港。在兩局議員和高級官員歡送下，羅樂民當日先從金鐘添馬艦出發，乘慕蓮夫人號往九龍，然後改乘專車到葵涌貨櫃碼頭登船離開。

### 曼島副總督風波
羅樂民返回英國接受新任命後，原本會轉往曼島就任副總督。但當羅樂民不會攜眷上任，妻子在英格蘭定居的消息傳至曼島後，引起當地很大反響。其中，曼島議會強調副總督夫人有責任履行各項職務，包括社交職務，故堅持羅樂民要攜眷上任。事實上，羅樂民並非首次不攜眷上任，在1969年就任香港輔政司時，羅樂民夫人就未有同行，而是在稍後時間獨自來港，但當時沒有引起輿論不滿。
羅樂民起初仍堅持無論妻子是否陪同上任，都會前赴就任曼島副總督，但幾經曼島議會再三表達反對後，他惟有在1973年10月31日宣佈放棄接受任命，曼島副總督一職由時任副總督暫時留任，直至英政府覓得合適繼任人選為止。在11月3日，羅樂民爵士夫人首次接受傳媒訪問，親身解釋事件。她表示與丈夫多年在外服務，久未返回家鄉，所以渴望返家鄉定居，而非刻意對曼島居民無禮。風波過後，羅樂民不獲另一任命以作補償，而是退出政府開展退休生活。

### 晚年生涯
羅樂民晚年定居英格蘭威爾特郡法爾利（Farley），過著平靜的退休生活。在1976年，羅樂民再獲政府委任為懷特島郡級架構計劃（Isle of Wight County Structure Plan）小組主席，參與對懷特島的行政架構作出檢討。在此以前，懷特島原本在1974年計劃根據《1972年地方政府法案》合併入漢普郡內，但在居民反對下而告吹。羅樂民領導的小組未有取得特別成果，懷特島要到1995年才正式取得單一管理區地位。
羅樂民在1985年8月28日卒於威爾特郡家中，終年68歲。港府對羅樂民的逝世深表哀悼，時任布政司鍾逸傑爵士形容羅樂民為人「智睿可靠」，「為共事者留下美好回憶」。時任首席按察司羅弼時爵士則表示羅樂民是他認識32年的好友，也是「心目中的智者」。他評價羅樂民憑藉豐富的經驗，令香港等地「受益非淺」，對他非常懷念。

## 家庭
羅樂民在1948年娶珍妮特·鮑多克（Janet Baldock）為妻，兩人無子無女。羅樂民的興趣是駕駛遊艇、射擊和橋牌，生前為東印度會會員。

## 榮譽

### 殊勳
- O.B.E. （1961年新年榮譽名單[49]）
- C.M.G. （1964年英女皇壽辰榮譽名單[50]）
- K.C.M.G. （1966年新年榮譽名單[51]）
- K.St.J. （1967年6月20日[52]）
- J.P. （香港官守，1969年6月）

### 頭銜
- 羅樂民（1916年12月17日－1961年12月27日）
- 羅樂民，OBE（1961年12月27日－1964年6月5日）
- 羅樂民，CMG，OBE（1964年6月5日－1966年12月31日）
- 羅樂民爵士，KCMG，OBE（1966年12月31日－1967年）
- 羅樂民爵士，KCMG，KStJ，OBE（1967年－1969年6月）
- 羅樂民爵士，KCMG，KStJ，OBE，JP（1969年6月－1973年9月）
- 羅樂民爵士，KCMG，KStJ，OBE（1973年9月－1985年8月28日）

## 注腳
1. 1 2 3 4 5 6  〈新任輔政司羅樂民，定明日抵港履新〉，《工商日報》第六頁，1969年3月28日。
2. 1 2 3 4 5 6 7 8 9 10  Who's Who. London: A & C Black, 2008.
3. 1 2  The Colonial Office list, Great Britain: Colonial Office, 1951.
4. ↑  "Issue 43688 （页面存档备份，存于）", London Gazette, 18 June 1965, p.3.
5. ↑  "Issue 44255 （页面存档备份，存于）", London Gazette, 13 February 1976, p.1.
6. 1 2  〈羅樂民表示捨不得塞島，接受新職之前經濟幾番躊躇〉，《工商日報》第五頁，1969年3月27日。
7. ↑  〈塞舌爾群島總督羅樂民，將出任本港輔政司，祈濟時將調任西太平洋高級專員〉，《工商日報》第五頁，1969年1月6日。
8. ↑  〈羅樂民繼任本港輔政司，港督表示歡迎，大部高級官員感驚詫〉，《工商日報》第四頁，1969年1月7日。
9. ↑  〈英輿論認為，香港本地人才缺乏〉，《工商日報》第五頁，1969年3月27日。
10. ↑  〈候任輔政司羅樂民表示，香港有四百萬人口，如此城市不易處理〉，《工商日報》第五頁，1969年1月8日。
11. ↑  〈新輔政司羅樂民在英稱，願與香港華人建立良好友誼〉，《工商日報》第五頁，1969年3月27日。
12. ↑  〈新任輔政司羅樂民抵港宣稱，決盡力消除官民隔膜，願與華人為友瞭解一切〉，《工商日報》第四頁，1969年3月30日。
13. ↑  〈輔政司羅樂民與華德周錫年，代表港府赴大阪，出席世界博覽會〉，《工商日報》第六頁，1970年5月13日。
14. ↑  "Her First Royal Visit", The Palm Beach Post, 28 October 1971.
15. ↑  〈社論：公務員薪酬委員會工作最高的目標〉，《華僑日報》第一張第二頁，1970年12月28日。
16. ↑  〈專業級政務級官員，薪級體制進行檢討〉，《華僑日報》第二張第一頁，1970年8月21日。
17. 1 2  〈新訂教師等級薪俸制度〉，《工商日報》第十二頁，1971年2月25日。
18. ↑  〈護士教師可能聯合，反對港府新薪級制〉，《工商日報》第十一頁，1971年4月10日。
19. 1 2 3 4 5 6 7 8 9 10 11  〈華叔第三課之一〉，《明報》，2011年1月8日。
20. 1 2 3 4  李賜雄著，〈罷課，罷課〉，《我的人生旅途》，造訪於2011年6月26日。
21. ↑  〈指教師薪俸新制含糊，三師學生靜坐抗議〉，《工商日報》第十一頁，1971年2月27日。
22. ↑  〈抗議教師薪級新制，三間師校學生，今日罷課一天〉，《工商日報》第十二頁，1971年3月25日。
23. ↑  〈展緩調整薪給制度，教師護士咸表失望〉，《工商日報》第十頁，1971年8月4日。
24. ↑  〈公務員加薪〉，《華僑日報》第三張第二頁，1971年8月19日。
25. ↑  OFFICIAL REPORT OF PROCEEDINGS, Hong Kong: Hong Kong Legislative Council, 14 August 1971.
26. ↑  〈護士新薪俸，兩周後公佈〉，《工商日報》第十一頁，1971年8月27日。
27. ↑  〈葛師學生會發表聲明，指出教師薪俸應速合理解決〉，《華僑日報》第二張第一頁，1971年10月14日。
28. 1 2 3 4  〈發動教師大罷課〉，《蘋果日報》，2011年1月2日。
29. 1 2  梁可欣編，《最後六任港督的聲音》，香港：商務印書館，2010年。
30. 1 2 3  〈文憑教師被迫罷課，據稱當局應負責任〉，《工商日報》第十二頁，1973年3月11日。
31. ↑  〈文憑教師薪酬談判各不讓步，經告陷於僵局〉，《華僑日報》第四張第二頁，1972年8月4日。
32. 1 2  OFFICIAL REPORT OF PROCEEDINGS, Hong Kong: Hong Kong Legislative Council, 14 February 1973.
33. ↑  〈文憑教師薪酬報告，經已呈交港督審閱〉，《工商日報》第十一頁，1972年12月12日。
34. 1 2 3 4  〈徐誠斌主教〉，《香港天主教教區檔案》，造訪於2011年6月26日。
35. 1 2 3  OFFICIAL REPORT OF PROCEEDINGS, Hong Kong: Hong Kong Legislative Council, 29 March 1973.
36. ↑  〈與姬達兩度交手，雙方務實妥協〉，《明報》，2011年1月30日。
37. ↑  〈是否接納港府新訂薪制，文憑教師投票決定〉，《華僑日報》第四張第二頁，1973年5月11日。
38. ↑  〈港督繼任人選，羅樂民爵士呼聲高〉，《工商日報》第四頁，1969年10月19日。
39. ↑  〈輔政司羅樂民，任期延長至明年底〉，《工商日報》第十二頁，1972年7月30日。
40. ↑  〈輔政司羅樂民，任副總督〉，《工商日報》第十二頁，1973年5月12日。
41. ↑  Roberts, Sir Denys, Another disaster: Hong Kong Sketches, London: The Radcliffe Press, 2006.
42. ↑  〈羅樂民爵士昨離港，行前泛論本港當前重要問題〉，《工商日報》第八頁，1973年10月1日。
43. ↑  REPORT OF PROCEEDINGS OF TYNWALD COURT, Isle of Man, 12 July 2000.
44. ↑  〈羅樂民爵士表示，不接任曼島總督〉，《工商日報》第七頁，1973年11月1日。
45. ↑  〈羅樂民夫人解釋，希望在家鄉定居，故不隨丈夫履新〉，《工商日報》第八頁，1973年11月3日。
46. ↑  "Issue 47028 （页面存档备份，存于）", London Gazette, 1 October 1976, p.56.
47. ↑  "Sir Hugh Norman-Walker", The Times, 5 September 1985.
48. 1 2  〈羅樂民爵士逝世〉，《華僑日報》第二章第二頁，1985年8月30日。
49. ↑  "Issue 42231 （页面存档备份，存于）", London Gazette, 27 December 1960, p.24.
50. ↑  "Issue 43343", London Gazette, 5 June 1964, p.4.
51. ↑  "Issue 43854 （页面存档备份，存于）", London Gazette, 31 December 1965, p.4.
52. ↑  "Issue 44346 （页面存档备份，存于）", London Gazette, 20 June 1967, p.1.

### 中文資料
- 〈塞舌爾群島總督羅樂民，將出任本港輔政司，祈濟時將調任西太平洋高級專員〉，《工商日報》第五頁，1969年1月6日。
- 〈羅樂民繼任本港輔政司，港督表示歡迎，大部高級官員感驚詫〉，《工商日報》第四頁，1969年1月7日。
- 〈候任輔政司羅樂民表示，香港有四百萬人口，如此城市不易處理〉，《工商日報》第五頁，1969年1月8日。
- 〈新輔政司羅樂民在英稱，願與香港華人建立良好友誼〉，《工商日報》第五頁，1969年3月27日。
- 〈英輿論認為，香港本地人才缺乏〉，《工商日報》第五頁，1969年3月27日。
- 〈羅樂民表示捨不得塞島，接受新職之前經濟幾番躊躇〉，《工商日報》第五頁，1969年3月27日。
- 〈新任輔政司羅樂民，定明日抵港履新〉，《工商日報》第六頁，1969年3月28日。
- 〈新任輔政司羅樂民抵港宣稱，決盡力消除官民隔膜，願與華人為友瞭解一切〉，《工商日報》第四頁，1969年3月30日。
- 〈港督繼任人選，羅樂民爵士呼聲高〉，《工商日報》第四頁，1969年10月19日。
- 〈輔政司羅樂民與華德周錫年，代表港府赴大阪，出席世界博覽會〉，《工商日報》第六頁，1970年5月13日。
- 〈專業級政務級官員，薪級體制進行檢討〉，《華僑日報》第二張第一頁，1970年8月21日。
- 〈社論：公務員薪酬委員會工作最高的目標〉，《華僑日報》第一張第二頁，1970年12月28日。
- 〈新訂教師等級薪俸制度〉，《工商日報》第十二頁，1971年2月25日。
- 〈指教師薪俸新制含糊，三師學生靜坐抗議〉，《工商日報》第十一頁，1971年2月27日。
- 〈抗議教師薪級新制，三間師校學生，今日罷課一天〉，《工商日報》第十二頁，1971年3月25日。
- 〈護士教師可能聯合，反對港府新薪級制〉，《工商日報》第十一頁，1971年4月10日。
- 〈展緩調整薪給制度，教師護士咸表失望〉，《工商日報》第十頁，1971年8月4日。
- 〈公務員加薪〉，《華僑日報》第三張第二頁，1971年8月19日。
- 〈護士新薪俸，兩周後公佈〉，《工商日報》第十一頁，1971年8月27日。
- 〈葛師學生會發表聲明，指出教師薪俸應速合理解決〉，《華僑日報》第二張第一頁，1971年10月14日。
- 〈輔政司羅樂民，任期延長至明年底〉，《工商日報》第十二頁，1972年7月30日。
- 〈文憑教師薪酬談判各不讓步，經告陷於僵局〉，《華僑日報》第四張第二頁，1972年8月4日。
- 〈文憑教師薪酬報告，經已呈交港督審閱〉，《工商日報》第十一頁，1972年12月12日。
- 〈文憑教師被迫罷課，據稱當局應負責任〉，《工商日報》第十二頁，1973年3月11日。
- 〈是否接納港府新訂薪制，文憑教師投票決定〉，《華僑日報》第四張第二頁，1973年5月11日。
- 〈輔政司羅樂民，任副總督〉，《工商日報》第十二頁，1973年5月12日。
- 〈羅樂民爵士昨離港，行前泛論本港當前重要問題〉，《工商日報》第八頁，1973年10月1日。
- 〈羅樂民爵士表示，不接任總督〉，《工商日報》第七頁，1973年11月1日。
- 〈羅樂民夫人解釋，希望在家鄉定居，故不隨丈夫履新〉，《工商日報》第八頁，1973年11月3日。
- 〈羅樂民爵士逝世〉，《華僑日報》第二章第二頁，1985年8月30日。
- 梁可欣編，《最後六任港督的聲音》，香港：商務印書館，2010年。
- 〈發動教師大罷課〉，《蘋果日報》，2011年1月2日。
- 〈華叔第三課之一〉，《明報》，2011年1月8日。
- 〈與姬達兩度交手，雙方務實妥協〉，《明報》，2011年1月30日。
- 李賜雄著，〈罷課，罷課〉，《我的人生旅途》，造訪於2011年6月26日。
- 〈徐誠斌主教〉，《香港天主教教區檔案》，造訪於2011年6月26日。

### 英文資料
- The Colonial Office list, Great Britain: Colonial Office, 1951.
- OFFICIAL REPORT OF PROCEEDINGS, Hong Kong: Hong Kong Legislative Council, 14 August 1971.
- "Her First Royal Visit", The Palm Beach Post, 28 October 1971. 網上版本[]
- OFFICIAL REPORT OF PROCEEDINGS, Hong Kong: Hong Kong Legislative Council, 14 February 1973.
- OFFICIAL REPORT OF PROCEEDINGS, Hong Kong: Hong Kong Legislative Council, 29 March 1973.
- "Sir Hugh Norman-Walker", The Times, 5 September 1985.
- REPORT OF PROCEEDINGS OF TYNWALD COURT, Isle of Man, 12 July 2000. 網上版本
- Roberts, Sir Denys, Another disaster: Hong Kong Sketches, London: The Radcliffe Press, 2006. 網上版本 （页面存档备份，存于）
- Who's Who. London: A & C Black, 2008.

## 外部連結
- 香港立法局惜別辭 （页面存档备份，存于），1973年8月1日
- 塞舌爾國家檔案局資料[永久]

| 官衔                        | 官衔                                           | 官衔                         |
| --------------------------- | ---------------------------------------------- | ---------------------------- |
| 前任： 彼得·霍克斯爵士      | 貝專納蘭保護領女皇陛下專員 1965年7月-1966年9月 | 繼任： 博茨瓦納立國          |
| 前任者： 牛津及阿斯奎斯勳爵 | 塞舌爾群島總督 1967年2月-1969年1月             | 繼任者： 布魯斯·格列伯齊爵士 |
| 前任者： 牛津及阿斯奎斯勳爵 | 英屬印度洋領地專員 1967年2月-1969年1月         | 繼任者： 布魯斯·格列伯齊爵士 |
| 前任： 祈濟時爵士           | 香港輔政司 1969年3月-1973年10月                | 繼任： 羅弼時爵士            |
| 前任： 戴麟趾爵士           | 署理香港總督 1971年10月-1971年11月             | 繼任： 麥理浩爵士            |
| 前任： 司徒力爵士           | 曼島副總督 1973年 （未到任）                   | 繼任： 約翰·華博頓·保羅爵士  |